# Karl Patrick Lauk
Karl Patrick Lauk (ur. 9 stycznia 1997 w Kuressaare) – estoński kolarz szosowy.

## Osiągnięcia
Opracowano na podstawie:

2015
- 1. miejsce na 1. etapie Junioren Driedaagse van Axel

2017
- 1. miejsce w Tour of Estonia
  - 1. miejsce w klasyfikacji młodzieżowej
  - 1. miejsce w klasyfikacji punktowej
  - 1. miejsce na 1. etapie

2018
- 1. miejsce w klasyfikacji górskiej Tour of Estonia
- 3. miejsce w mistrzostwach Estonii (start wspólny)

2019
- 1. miejsce na 4. etapie Alpes Isère Tour
- 2. miejsce w mistrzostwach Estonii (jazda indywidualna na czas)

2020
- 2. miejsce w mistrzostwach Estonii (start wspólny)

2021
- 1. miejsce na 3. etapie International Tour of Rhodes
- 1. miejsce w Tour of Estonia
  - 1. miejsce na 1. etapie
- 2. miejsce w mistrzostwach Estonii (start wspólny)
- 2. miejsce w Baltic Chain Tour
  - 1. miejsce na 2. etapie
- 1. miejsce na 7. etapie Tour de Guadeloupe

## Rankingi
| Rok             | 2016  | 2017 | 2018 | 2019 | 2020 | 2021 | 2022 | 2023  | 2024 |
| --------------- | ----- | ---- | ---- | ---- | ---- | ---- | ---- | ----- | ---- |
| World Ranking   | 1286. | 430. | 907. | 674. | 472. | 206. | 552. | 1001. | 421. |
| UCI Europe Tour | 882.  | 218. | 550. | 498. | 389. | 175. | 429. | -     | -    |
|                 |       |      |      |      |      |      |      |       |      |
| Źródło: UCI     |       |      |      |      |      |      |      |       |      |